# Slaviša Bogavac
Slaviša Bogavac (ur. 10 kwietnia 1980) – serbski koszykarz występujący na pozycji niskiego lub silnego skrzydłowego. Od sezonu 2011/12 zawodnik Śląska Wrocław. W latach 1998–2009 występował w kilku serbskich klubach. Od 2009 roku, z przerwą na 4 mecze w Slodze Kraljevo w 2010 roku, gra w Polsce. W sezonie 2009/10 reprezentował barwy Sportino Inowrocław, a w sezonie 2010/11 AZS Koszalin. Uczestnik Meczu Gwiazd Polskiej Ligi Koszykówki 2011.

## Przebieg kariery
- 1998–1999: KK Sloga
- 1999–2003: KK Mašinac
- 2003–2005: KK Ergonom
- 2005–2006: KK Zdravlje
- 2007–2008: KK Zdravlje Actavis
- 2008–2009: KK Ergonom Niš
- 2009–2010: Sportino Inowrocław
- 2010: Sloga Kraljevo
- 2010–2011: AZS Koszalin
- 2011–2012: Śląsk Wrocław
- od 2012: Rosa Radom

## Statystyki podczas występów w PLK
| Sezon     | Drużyna             | M  | S5 | MPG  | FG% | 3P% | FT% | RPG | APG | SPG | BPG | PPG  |
| --------- | ------------------- | -- | -- | ---- | --- | --- | --- | --- | --- | --- | --- | ---- |
| 2009/2010 | Sportino Inowrocław | 23 | 15 | 21,7 | 41% | 28% | 70% | 3,4 | 0,9 | 0,8 | 0,4 | 7,1  |
| 2010/2011 | AZS Koszalin        | 22 | 11 | 22,2 | 65% | 50% | 79% | 4,9 | 0,7 | 0,5 | 0,3 | 11,3 |
| 2011/2012 | Śląsk Wrocław       | 43 | 43 | 25,7 | 47% | 32% | 67% | 6,7 | 1,6 | 0,9 | 0,2 | 11,8 |